# النقدية المحولة

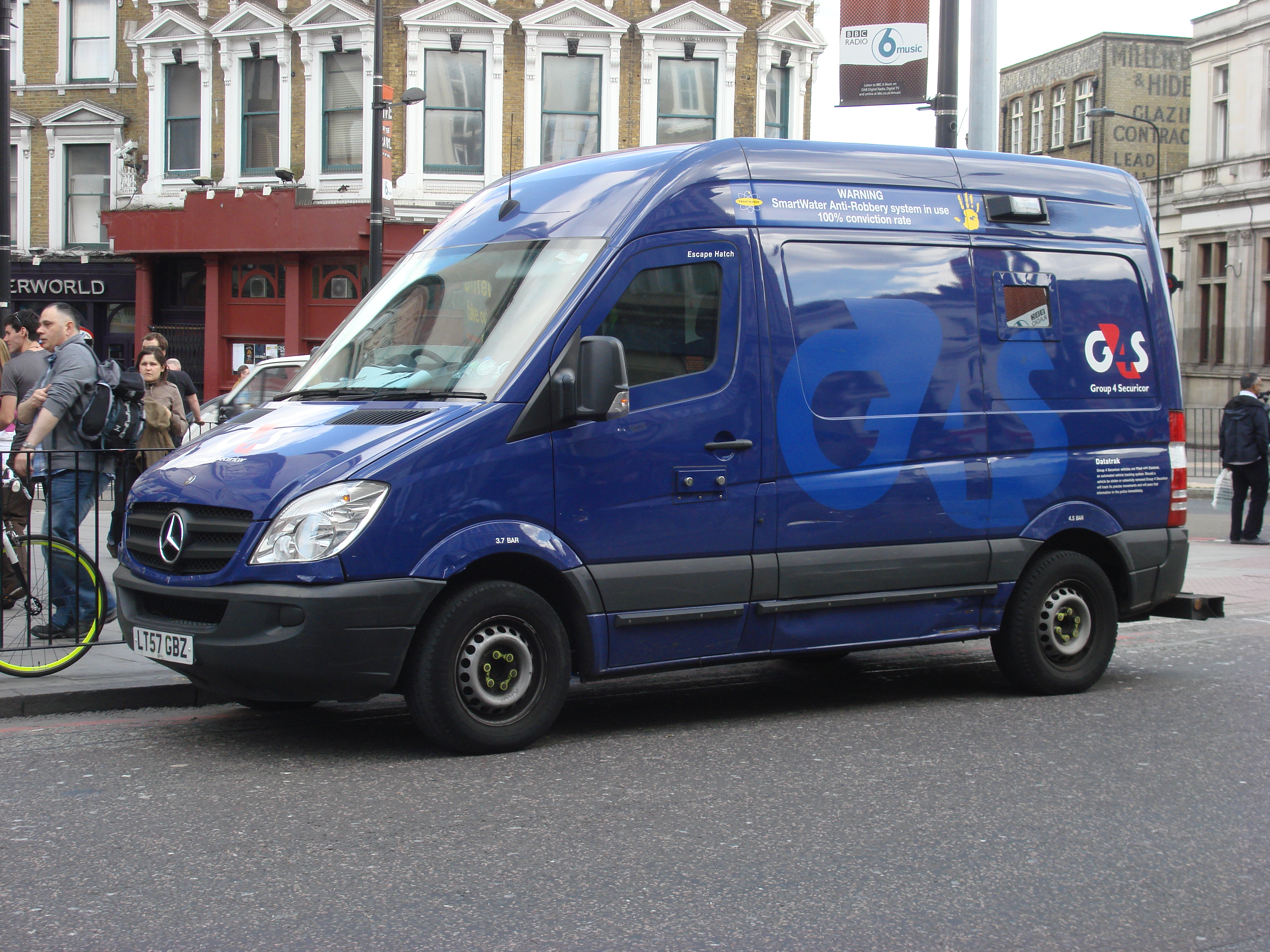

النقدية المحولة هو النقل المادي للأوراق النقدية، والعملات المعدنية، وبطاقات الائتمان، والبنود ذات القيمة من موقع إلى آخر، حيث أن المواقع تشمل مراكز النقد، وفروع البنوك، وأماكن أجهزة الصراف الآلي، وتجار التجزئة الكبار، والبنايات الأخرى التي تحتفظ بمبالغ نقدية عالية، على سبيل المثال أجهزة بيع التذاكر وعدادات وقوف السيارات.
الكثير من شركات النقدية المحولة هي شركات أمن خاصة تقوم بتقديم معالجة نقدية كجزء من خدماتها، حيث أن شركة«لوميس» تعد اليوم الشركة الأساسية الوحيدة في مجال أعمال شركات النقدية المحولة والتي هي مخصصة تمامًا للتعامل مع النقد بعد الانفصال عن مجموعة خدمات الأمن «سيكيوريتاس». شركة «برينكس» انفصلت عن قسم أمن المنزل الخاص بها الذي يركز على التعامل مع النقد.
بالاعتماد على القانون فإن شركات النقدية المحولة ينظر إليها على أنها شركات لوجستية في مجال صناعة الأمن الخاص، لهذا عليها أن تمتثل لتشريعات النقل والأمن.
```
في بعض البلدان يكون للنقل النقدي 
تشريعات
 خاص به، على سبيل المثال أوروبا تمتلك قوانين نقدية محولة متفاوتة.
[
4
]
```

يتم تنظيم صناعة شركات النقدية المحولة وذلك من خلال التشريعات الوطنية والإقليمية والمحلية واللوائح الاجتماعية والممارسات الحالية، وفي العادة تكون السلطات المسؤولة عن هذا هي وزارة الداخلية ووزارة العدل والشرطة، يمكن أن تفرض التشريعات واللوائح متطلبات وقيود على استخدام الأسلحة النارية، وبعض أنواع المركبات، إضافةً إلى الحد الأدنى لعدد أفراد الطاقم، وأيضًا استخدام أنظمة تحييد الأوراق النقدية الذكية.
خدمات شركات النقدية المحولة يمكن تنفيذها في المركبات ذات البشرة الناعمة أو شبه المدرعة أو المدرعة بالكامل، ولا يسمح عادةً باستخدام المركبات ذات البشرة الرخوة إلا في حال استخدام طرق أمنية بديلة، مثل أنظمة تحييد الأوراق النقدية الذكية.
```
يتم توفير الحالات الأمنية التي تحتوي على «جمعية الأوراق النقدية الدولية» من قبل الشركات مثل «الأمن النقدي القوي» و «اوبرثور».
```

و يطلق على هذا النوع من شركات النقدية المحولة اسم شركات النقدية المحولة المضاءة.

## خدمات
داخل شركات النقدية المحولة، الشركات المتخصصة في نقل ومعالجة النقد والأشياء الثمينة والمعادن الثمينة تقوم بنقل الأوراق النقدية والعملات النقدية والأموال السائبة والماس والبطاقات الذكية غير الشخصية وجوازات السفر غير الشخصية وغيرها العديد من الأشياء المهمة والثمينة جدًا، لهذا فإنّ العديد من البلدان قامت بتغيير اسم الخدمة إلى «التعامل مع الأصول» أو إلى «الأصول في العبور».

## معالجة النقد
معالجة النقد: هي عملية صناعية بعيدة عن الأنشطة والثقافة التقليدية، وغالبًا ما يكون التنظيم الداخلي للتعامل مع النقد داخل البنوك عتيقًا وغير فعال أبدًا، يرث من مؤسسات البنوك القديمة ويزداد تعقيدًا بسبب عمليات عديدة كالاندماج والاستحواذ وإعادة الهيكلة، حيث أن هذا أدى إلى اتجاه أنظار البنوك إلى اختيار الاستعانة بمصادر خارجية لمعالجة النقد بالجملة.
من جانب مختلف هناك صعوبات أساسية مرتبطة بالاستعانة بمصادر خارجية، مثل فقدان السيطرة والاعتماد على مقدمي الخدمات الخارجيين، بعض الحالات لم يعد لدى البنوك الخبرة فيما يتعلق بالتعامل مع النقد.
تطورت عملية معالجة النقد من نشاط كثيف العمالة جدًا يركز على نقل النقد إلى صناعة كثيفة رأس المال تقوم بتقديم حلولًا شاملة، حيث أن النقل لم يعد يمثل القيمة المضافة في العمل لكنه يواصل هيكلة المنظمة، لكن تبقى شركات النقدية المحولة عاملًا أساسيًا لاختيار البنوك وتجار التجزئة.
عمومًا الصناعة تنقسم إلى قطاعين: التجهيز وخدمة الصراف الآلي.

## المسؤولين الأساسيين
ستة شركات تقوم بالسيطرة على ستين بالمئة من سوق شركات النقدية المحولة في العالم هم:
1.شركة «برينكس»67%
2.النقد الآمن 23%
3. «جي فور اس» 15%
4. «لوميس»12%
5. «بروسيجور» 7%
6. «جرادا»4%
أخرى 39%
هناك عدد قليل من الشركات خارج هذه الستة شركات لديها عمليات عبر الحدود، وذلك بسبب التكلفة الكبيرة لإنشاء عملية النقدية المحولة.

## حراس النقدية المحولة
تشمل معظم السيارات المدرعة من اثنين إلى ثلاثة ركاب:
```
السائق والذي لا يسمح له عادةً بمغادرة السيارة حتى تعود إلى المصف.
```

واحد أو اثنان من الحراس يقومون بتسليم النقود أو الأشياء الثمينة.
```
وبالاعتماد على الولاية القضائية، فإن الحراس يكونون مسلحون بالأسلحة، ويتم خروج معظم الحراس بالبنادق، قد يتم تجهيز البنادق الرشاشة وحتى البنادق الهجومية من قبل هؤلاء الضباط في بعض البلدان، وعلى هؤلاء الحراس التدريب جيدًا على استخدام الأسلحة النارية قبل أن يتمكنوا من حملها.
```

ستة دول أعضاء في الاتحاد الأوروبي تحظر الأسلحة أثناء عمليات النقدية المحولة،
أيضًا يطلب منهم ارتداء سترات واقية من الرصاص أو الخوذات البالستية.